# Jessie Little Doe Baird
Jessie Little Doe Baird (també Jessie Little Doe Fermino, nascuda el 18 de novembre de 1963) és una lingüista coneguda pels seus esforços per reactivar de la llengua wampanoag. Ella va rebre una beca MacArthur el 2010.

## Vida
Va obtenir un doctorat al Massachusetts Institute of Technology, on va estudiar amb el professor Kenneth L. Hale. Jessie viu a Mashpee, Massachusetts.
Segons una profecia wampanoag, una dona wampanoag deixaria la seva llar per retornar la llengua, i "els fills dels que havien pres part en la ruptura del cicle de l'idioma l'ajudarien."
El 1993 començà a ensenyar la llengua wôpanâak a Mashpee i Aquinnah.
Jessie Little Doe Baird apareix en el documental de la PBS "We Still Live Here – Âs Nutayuneân", d'Anne Makepeace.